# 潘漠华
潘漠华（1902年—1934年12月24日），浙江宣平（今武义）人，一名训，又名恺尧。中国近代诗人。

## 生平
1921年10月，经他倡议，和同学汪静之、柔石、魏金枝等发起，组织了杭州第一个新文学团体“晨光社”，朱自清、叶圣陶、刘延陵三位老师还被聘为顾问。他们以《新浙江报》的“晨光”副刊为阵地，经常发表新文学作品，在当时的杭州文学界，有很大影响。
1920年开始写作，1922年3月底，与应修人、冯雪峰、汪静之结成湖畔诗社，编辑出版《湖畔》诗集，为中国第一个新诗社，后写小说，著有《雨点集》。1924年8月，潘漠华考入北京大学一院（文学院）预科，后升入一院外国文学系学习。1925年上海五卅惨案发生后，他与同学们一起参加了罢课和集会游行。1926年北京三一八惨案发生后，他在《京报》副刊等多种报刊上发表评论。同年加入中國共產黨。秋，潘漠华毅然离开北大，南下武汉，在北伐先遣军第三十六军，任该军第二师政治部宣传干事、组织科长等职，随军沿京汉路北上，到郑州。
1927年四一二后，潘漠华所在部队停止了北进，回师武汉。期间，他参与主持欢迎由上海转移到武汉的浙江籍革命同志的欢迎会，并亲赴汉口邀当时的《民国日报》总编辑沈雁冰到会讲话。七一五，宁汉合流，形势日益紧迫，潘漠華离开北伐军，从武汉经上海潜回杭州。
1927年10月，潘漠华在杭州被捕，关押在杭州公安局的柴木巷拘留所。經他在浙一师的老师许宝驹出面保释，得以获救。出狱后，他回到宣平上坦，继而又因宣平党内同志被捕而暂时避居於冷泉岩。
1928年春夏之交，潘漠华离开宣平，转辗于上海、厦门等地。1929年初，宣平农民暴动遭国民党省防军镇压，全县被捕者达100多人，县委、区委领导人被悬赏通缉。
1929年9月，他化名田言到河南省立开封师范学校、省立河南大学任讲师、教授。1931年九一八事变以后，他化名潘模和，转移到沧州省立二中任教职，1933年12月，任中共天津市委常委、宣传部长时被捕。
1934年12月24日，历经酷刑，病死狱中。